# Lophuromys eisentrauti
Lophuromys eisentrauti — малоизученный вид грызунов из рода жесткошёрстных мышей (Lophuromys). Эндемик Камеруна. Видовое название eisentrauti дано в честь немецкого зоолога Мартина Эйзентраута. Один из самых маленьких представителей своего рода.

## Описание
Измерительные и морфологические характеристики известны лишь по голотипу. Длина головы и тела составляет 94 мм, длина хвоста — 53 мм, длина задних лап — 19 мм, длина ушей — 14 мм. Точные данные о массе тела отсутствуют. Мех ровный, непятнистый. Спинка и бока окрашены в красновато-коричневый цвет, брюшко светлое, розоватое. Хвост короткий, длиной около 56 % длины головы и туловища. Длина черепа (GLS) равна 26,8 мм, ширина (GWS) — 13,2 мм. Относительно широкие скуловидные пластинки имеют острый передний край и расположены наклонно вперёд.

## Систематика
Вид был впервые описан Фрицем Диетерленом в 1978 году как подвид Lophuromys sikapusi. Таксон известен всего двумя экземплярами — взрослой самкой и молодым животным, собранными Вольфгангом Бёме в 1974 году на горе Лефу. В 1992 году Райнхуттер, Диетерлен и Гергард Николаус присвоили этому таксону статус вида. В 1997 году Уолтер Вергейен и коллеги включили этот таксон в группу видов Lophuromys flavopunctatus, однако в 2015 году Ара Монаджем и его коллеги классифицировали его как сестринский таксон Lophuromys dieterleni ввиду близкого расположения ареалов обитания обеих видов (всего в 50 км друг от друга).
Обитает в горных туманных лесах с мхом, папоротниками, лишайниками и растениями семейства плауновидных на высотах от 1800 до 1900 метров над уровнем моря.
О повадках и образе жизни этого вида ничего неизвестно.

## Охранный статус
Включена Международным союзом охраны природы (IUCN) в Красную книгу как вид, находящийся под угрозой исчезновения («Critically Endangered»). Площадь распространения вида ограничена примерно 500 км². Хотя точные угрозы для данного вида неизвестны, горный регион, где встречается эта мышь, густонаселен людьми, что привело к значительной потере среды обитания вследствие вырубки лесов, преобразования лесных площадей в сельскохозяйственные угодья и пастбища.